# アウストラロピテクス・ガルヒ
アウストラロピテクス・ガルヒ（Australopithecus garhi）はアウストラロピテクス属に属する化石人類の一種。エチオピア人古人類学者のBerhane Asfawとアメリカ人古人類学者のティム・ホワイトに率いられたチームが1996年に発見した。当初は現存する人類の直接の祖先であると考えられ、アウストラロピテクス属とヒト属の間の最後のミッシングリンクであると思われた。しかし現在では、アウストラロピテクス・ガルヒは他のアウストラロピテクス属の種よりは進化していたとしても、ヒト属の祖先の種の競争相手の一つに過ぎなかったと考えられている。数少ない化石は、200万から300万年前のものだと推定されている。ティム・ホワイトは1996年にエチオピアのアワッシュ川中流域のBouri村近郊で化石を発見した。発見された種は新種であることが確認され、1997年11月20日に A. garhi として正式に記載された。種名の garhi はアファール語方言で｢驚く｣を意味する言葉からきている。
BOU-VP-12/130などの化石によると、脳の容積は約450ccで、他のアウストラロピテクス属とそれほど違わなかったと推定される。臼歯と小臼歯は他のアウストラロピテクス属のものよりも大きく、パラントロプス・ボイセイのものと近い。もしもアウストラロピテクス・ガルヒがホモ・ハビリスなどヒト属の直接の祖先だとすると、上顎の特徴の多くは20万から30万年の間の急速な進化の間、変わらなかったものと考えられる。
250万から260万年前のアウストラロピテクス・ガルヒの化石の近くから、オルドワン石器によく似た原始的な石器がわずかに見つかり、1999年4月23日付けのサイエンス誌で、現代の人類に繋がるホモ・ハビリスよりも前に道具が使われていたようだと発表された。それまで長い間、古人類学者たちは、ヒト属の初期の種が最初に道具を使い始めたと推測していた。さらにエチオピアのBouri村の別の場所からは約250万年前のものと推定される3000もの石器が発見されている。